# Bessie Colemanová
Bessie Colemanová (26. ledna 1892, Atlanta, USA – 30. dubna 1926, Jacksonville, USA) byla první pilotkou v USA, která získala mezinárodní pilotní licenci (v roce 1921 v Paříži) a vůbec prvním člověkem černé pleti na světě, který získal pilotní licenci.

## Dětství a mládí
Bessie se narodila jako desáté ze třinácti dětí, matka byla svobodná, těžce pracovala a starala se o tři další mladší děti, při čemž jí nejstarší dcera Bessie pomáhala. Bessie vyrůstala v Texasu v době rasové segregace a chodila do základní školy pro černošské děti. V roce 1910 se Bessie Colemanová zapsala na univerzitu v Langstonu v Oklahomě, ale po prvním semestru studia z finančních důvodů ukončila. Dalších pět let se živila jako pradlena, poté odešla do Chicaga, kde pracovala jako manikérka v holičství.

## Letkyně
Bessie se snažila stát se pilotkou letadla, ale v USA nebylo v té době možné, aby někdo přijal do pilotní školy občana černé pleti. Odjela tedy v roce 1920 do Francie, kde po sedmi měsících výcviku získala v červnu 1921 licenci od Mezinárodní aeronautické federace (dva roky před Amelií Earhartovou). Stala se tak prvním člověkem černé pleti, který získal pilotní licenci a zároveň první Američankou, která získala mezinárodní pilotní licenci. Během studia na letecké škole ji finančně podporoval Robert S. Abbott, afroamerický milionář a vydavatel novin Chicago Defender. V roce 1921 se vrátila do USA, kde se stal její životní osud mediální senzací. Média ji označila za „Královnu Bess“ a dalších pět let si mohla užívat zasloužené slávy. Vystupovala na leteckých akcích a svou mediální slávu využívala k tomu, aby bojovala za plnoprávné postavení Afroameričanů ve společnosti.

## Tragická smrt
Bessie Colemanová zahynula 30. dubna 1926 v Jacksonvillu na Floridě, když se během zkušebního letu stroj nečekaně obrátil k zemi a ona vypadla z otevřeného kokpitu a zabila se. Letadlo tehdy pilotoval její mechanik, který o chvíli později zahynul při dopadu letadla na zem. Pozdějším vyšetřováním se zjistilo, že příčinou nehody byla technická závada. V roce 1929 byl v Los Angeles založen Aeroklub Bessie Colemanové, od roku 1931 přelétávají piloti nad jejím hrobem na Lincolnově hřbitově v Chicagu v den její smrti a v roce 1977 založila skupina afroamerických pilotek Letecký klub Bessie Colemanové. Roku 1995 byla zařazena mezi ženy v letecké síni slávy a americká pošta vydala na její počest poštovní známku.